# كريس غراهام
كريس غراهام (بالإنجليزية: Chris Graham)‏ (و. 1900 – 1986 م) هو ملاكم كندي، ولد في تورونتو، شارك في الألعاب الأولمبية الصيفية 1924، والألعاب الأولمبية الصيفية 1920، توفي عن عمر يناهز 86 عاماً.
.

## روابط خارجية
- كريس غراهام على موقع بوكس ريك (الإنجليزية) (registration required)
- كريس غراهام على موقع اللجنة الأولمبية الدولية (الإنجليزية)
- كريس غراهام على موقع أوليمبيديا (الإنجليزية)